# 호르스트 헬트
호르스트 헬트(Horst Heldt, 1969년 12월 9일, 노르트라인베스트팔렌주 쾨니히스빈터 ~)는 은퇴한 독일의 축구 선수이며, 현재 푸스발-분데스리가 구단 FC 샬케 04의 단장이다.

## 선수 경력
헬트는 쾨니히스빈터 출신이다. 그는 1990년에서 1995년까지 1. FC 쾰른에서 활약하다가, TSV 1860 뮌헨으로 이적하였다. 그곳에서의 4년 후인 1999년, 그는 아인트라흐트 프랑크푸르트로 이적하였다. 2001년, 프랑크푸르트의 강등 이후, 그는 오스트리아의 SK 슈투름 그라츠로 이적하였다. 2003년 1월, 헬트는 VfB 슈투트가르트로 이적하며, 독일 무대에 복귀하였다.
그는 항상 미드필더로 활약하였다. 그가 출전한 분데스리가의 총 경기수는 359 경기이다. 헬트는 두 차례 독일 축구 국가대표팀 일원으로 출전하였다.

## 단장 경력
2005-06 시즌 초반, 조반니 트라파토니 감독이 VfB 슈투트가르트를 지휘하는 동안, 헬트는 2006년 1월 3일에 계약을 해지하고 구단 단장이 되었다.
단장이 된 후, 헬트는 트라파토니의 경질에 일조하였고, 새 감독으로 아르민 페를 영입하였다. 헬트의 행위로, 페의 기존 임시감독직 계약은 2006-07 시즌으로 연장되었고, 그 시즌은 슈투트가르트의 최고 시즌이 되었는데, 이 시즌에 리그 우승과 DFB-포칼 준우승을 거두었다.
2010년 7월 3일, 그는 FC 샬케 04로 이적하였다. 펠릭스 마가트의 경질 이후, 헬트는 샬케 단장직을 맡게 되었다.